# Sualocin
Sualocin, také známá jako Alfa Delphini (α Delphini, zkráceně α Del), je vícenásobný hvězdný systém v souhvězdí Delfína. Jedná se o druhou nejjasnější hvězdu v tomto souhvězdí. Hvězda se nachází ve vzdálenosti přibližně 254 světelných let (78 parseků) od Země.

## Historie názvu
Jméno *Sualocin* pochází z latinského Nicolaus, což je reverzní zápis křestního jména italského astronoma Niccolòa Cacciatoreho (Cacciatore znamená v italštině „lovec“ a latinsky *Venator*). Cacciatore byl asistentem Giuseppe Piazziho a později jeho nástupcem jako ředitel Palermské observatoře. Jméno se poprvé objevilo v Palermském hvězdném katalogu v roce 1814 jako žertovný odkaz na Cacciatoreho jméno. Tento původ názvu odhalil britský astronom Thomas William Webb v 19. století.

## Charakteristiky systému
Alfa Delphini je vícenásobný hvězdný systém složený z několika složek:
- Alfa Delphini A (Sualocin): Hlavní složka je podobr spektrálního typu B9IV. Má hmotnost 3,83 M☉ a poloměr 3,92 R☉.[2]
- Alfa Delphini Ab: Sekundární složka, která je blízkým průvodcem hvězdy A. Její přesný spektrální typ není znám, ale bylo zjištěno, že je sama binární s oběžnou dobou 30 dní.[2]
- Optické složky: Systém má dalších pět slabých průvodců označených jako B, C, D, E a F. Tyto složky mají vizuální magnitudy kolem 11 až 13 a separace od hlavní hvězdy jsou mezi 35" a 72". Pravděpodobně nejsou gravitačně vázány k systému.[4]

## Fyzikální vlastnosti
Alfa Delphini A má povrchovou teplotu přibližně 11 643 K a věk 227 milionů let. Díky svému spektrálnímu typu a fázi vývoje je označována jako podobr (IV), což znamená, že začíná opouštět hlavní posloupnost. Hvězda má radiální rychlost −3,40 km/s, což naznačuje, že se přibližuje k Zemi.